# Ленинградское высшее военно-политическое училище противовоздушной обороны

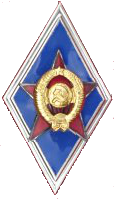
Нагрудный знак,
ВС СССР,
за окончание военно-учебного заведения — высших военных училищ и военных институтов.

Ленинградское высшее военно-политическое училище ПВО имени Ю. В. Андропова (сокращённо ЛВВПУ ПВО) — высшее военное учебное заведение СССР, существовавшее с 1967 по 1992 годы в военном городке «Горелово» (пос. Торики), Красносельский район Ленинграда. Готовило офицеров-политработников войск противовоздушной обороны. Срок обучения 4 года. По окончании училища присваивалось воинское звание лейтенанта, квалификация офицера с высшим гражданским образованием и средним специальным военным образованием, вручались диплом общесоюзного образца и нагрудный знак. С 1983 года стала присваиваться по гражданской специализации квалификация по специальности «учитель истории СССР и обществоведения». Выпускникам 1991 и 1992 года присваивалась гражданская квалификация «социальный педагог-психолог». В военно-политические училища принимались военнослужащие срочной и сверхсрочной службы, выпускники суворовских и нахимовских училищ, прапорщики и мичманы, а также гражданская молодёжь из числа членов и кандидатов в члены КПСС и комсомольцев, рекомендуемых политорганом или районным (городским) комитетом ВЛКСМ, проявивших желание и годных по состоянию здоровья для службы в ВС СССР.

## Общие сведения
Учебное заведение было создано как Ленинградское высшее военно-политическое училище войск ПВО страны в 1967 году на основании Постановления Центрального Комитета КПСС от 21 января 1967 года «О мерах по улучшению партийно-политической работы в Советской Армии и Военно-Морском Флоте». Приказ № 0353 от 11 апреля 1967 года (по другим данным — 13 марта 1967 годао создании училища подписал Министр обороны СССР Маршал Советского Союза А. А. Гречко.
Датой создания училища считается 18 мая 1967 года, первым начальником училища был назначен полковник (позднее — генерал-майор) Павел Иванович Стукалов. Формирование училища началось приказом начальника училища от 18 мая 1967 года № 1.
Первый набор курсантов был произведён 28 июня 1967 года. Первый выпуск состоялся в 1971 году — 249 человек, из них 59 с отличием. В том же году было организовано отделение заочного обучения для офицеров. В апреле 1972 года при училище был создан экстернат для приёма экзаменов по программе среднего военно-политического учебного заведения. В ознаменование 50-летия образования СССР Постановлением ЦК КПСС, Президиума Верховного Совета СССР и Совета Министров СССР от 13 декабря 1972 года училище было награждено Юбилейным почётным знаком. В 1983 году при училище были открыты курсы переподготовки офицеров запаса.
При клубе училища работал университет культуры. В составе училища имелся духовой оркестр. На начало 1985 года фонд библиотеки составил более 290 тыс. книг. При училище работала типография.
Вторым начальником училища стал полковник (в дальнейшем — генерал-лейтенант) Сергей Степанович Евдокимов. Далее училище было переименовано в Ленинградское высшее военно-политическое училище ПВО. С 1984 по 1989 гг. училище возглавлял генерал-майор Гайдуков Александр Андреевич. В последующем эту должность занял генерал-майор Кузьмин Сергей Трофимович.
В 1984 году Приказом министра обороны СССР № 55 от 11 марта 1984 года училищу присвоено имя Ю. В. Андропова и стало именоваться Ленинградское высшее военно-политическое училище противовоздушной обороны им. Ю. В. Андропова. Училище работало до конца существования Советского Союза.
За всю историю (25 лет существования) было сделано 23 выпуска курсантов, в 1992 году — два выпуска.
Рядом с территорией училища установлен памятник лётчикам-Героям Советского Союза: старшему политруку А. С. Пасечнику и лейтенанту М. П. Тюрину, погибшим в советско-финскую войну.
Песней курсантов училища была «Наследники комиссаров» (музыка майора Ю. Прилепского, слова подполковника В. Свириденко).
В связи с преобразованиями внутри СССР и прекращением деятельности КПСС в 1992 году было принято решение о расформировании училища.
На территории училища создано Санкт-Петербургское высшее училище радиоэлектроники (Военный институт) путём перевода Вильнюсского высшего командного училища радиоэлектроники противовоздушной обороны.
Последний выпуск был произведён 26 сентября 1992 года.
Училище отмечено следующими наградами
Юбилейный почётный знак «За высокие показатели в боевой и политической подготовке, достигнутые в социалистическом соревновании в ознаменование 50-летия образования СССР»
Переходящее Знамя ЦК ВЛКСМ (четырежды)
Красное Знамя объединения «Кировский завод»

## Структура училища

Агитационный плакат Ленинградского высшего военно-политического училища противовоздушной обороны

### Кафедры
- Истории КПСС (позже — истории)
- Партийно-политической работы (позже — воспитательной работы)
- Марксистско-ленинской философии (позже — философии)
- Научного коммунизма (позже — политологии)
- Политической экономии и военной экономики
- Военной педагогики и психологии
- Высшей математики
- Иностранных языков
- Физической подготовки и спорта (с августа 1975)
- Защиты от оружия массового поражения
- Автомобильной подготовки
- Общей тактики и тактики войск ПВО
- Военной истории и общевоинских дисциплин
- Электрорадиотехники
- Военной педагогики и психологии (с августа 1972)
- Радиотехнических войск
- Зенитно-ракетных войск
- Тактики и тактико-специальных дисциплин
- Физических основ радиоэлектронного вооружения ПВО
- Общевойсковых дисциплин
- Специальные кафедры (СК 1-4)

## Начальники училища
- Стукалов, Павел Иванович, генерал-майор (родился 6 июня 1915 года, умер в 2003 году; захоронен на Красненьком кладбище в Санкт-Петербурге) (с 1967)
- Евдокимов, Сергей Степанович (с марта 1976 по октябрь 1984), полковник, с октября 1976 года генерал-майор, с февраля 1982 года генерал-лейтенант.
- Гайдуков, Александр Андреевич, генерал-майор (с октября 1984)
- Кузьмин, Сергей Трофимович, генерал-майор (1.8.1989—1992)

## Заместители начальника училища
- Р. А. Веркулич, нач. политотдела — зам. начальника училища по политчасти, полковник (с 1967)
- Н. С. Мироненко, нач. учебного отдела — зам. начальника училища, полковник (с 1967)
- Виктор Степанович Шуванов — зам. начальника училища по материальному обеспечению, подполковник (с 1967)
- Михаил Фокич Трофимов — зам. начальника училища по технической части, инженер-подполковник (с мая 1967)
- В. Н. Анненков — зам. начальника училища по учебной части, полковник (с февраля 1975)
- Леонид Васильевич Васильев — первый зам. начальника училища, полковник (с 1974)
- Иванов Александр Сергеевич — начальник политотдела, полковник (с 1975), позднее генерал-майор, нач. политуправления Московского округа ПВО
- Тихонов Фирс Петрович — нач. политотдела, полковник (с октября 1979)
- Гончаров Эдуард Петрович — нач. политотдела, полковник (с апреля 1984)
- Клюшин Валериан Степанович — зам. начальника училища, полковник (с мая 1983)
- Темиров Виктор Тазеевич — нач. учебного отдела, полковник

## Известные выпускники
- Сергиенко, Сергей Леонидович
- Алиев, Вахид Али оглы
- Гулиев, Рахман Рамиз оглы
- Климович, Александр Тимофеевич
- Кравцов, Александр Михайлович
- Кубышко, Владимир Леонидович (1983), генерал-лейтенант внутр. службы
- Кудренко, Олег Васильевич[укр.] (1990), заместитель командующего Воздушными Силами Вооруженных Сил Украины по морально-психологическому обеспечению
- Кулик, Сергей Леонидович
- Матковский, Андрей Всеволодович
- Мощанский, Илья Борисович
- Пудов, Андрей Николаевич (1992)
- Павлушенко, Станислав Николаевич[укр.] (1992), заместитель командующего Десантно-штурмовыми войсками Вооруженных Сил Украины по морально-психологическому обеспечению
- Рыбаков, Сергей Евгеньевич (1989)
- Смолкин М. А. (1986)
- Сулейменов, Ибрагим Абдурахманович (1977)
- Терехов, Станислав Николаевич
- Туяков, Дарын Шылбынович (1990)